# Rodrigo Guirao Díaz
Rodrigo Guirao Díaz (Vicente López, 18 de janeiro de 1980) é um ator, músico e modelo argentino.

## Biografia
Ele nasceu em Vicente López, Argentina. Aos onze anos perdeu o pai e a partir desse momento a sua educação ficou a cargo da mãe. Ele tem dois irmãos, Gonzalo e Ramiro. Antes de se dedicar totalmente à atuação, trabalhou como eletricista em uma empresa de videogames, cadete, garçom e, finalmente, como modelo em publicidade. É primo-irmão da modelo Rocío Guirao Díaz

## Carreira
Estudou interpretação no Centro Cultural San Martín e, desde então, fez diversos cursos de interpretação.
Começou a trabalhar como modelo, e paralelamente atuou em séries juvenis como Rebelde Way, com uma pequena participação, e foi um elenco adolescente de 1/2 falta e Paraíso Rock. Entre 2006 e 2007 foi o galã de Araceli Gonzalez na versão argentina da série Desperate Housewives. Ele continuou com participações em Son de Fierro e Patito Feo. Entre 2008 e 2009 foi um dos galancitos de Atracción x4 e, juntamente com Luisana Lopilato, estreou-se no cinema em La Cenicienta, sob a direção de Alicia Zanca.6
Em 2009 atuou em Botineras e, entre 2010 e 2012, estrelou a série italiana Terra ribelle, onde interpretou o papel de Andrea.7 Um ano depois, estrelou ao lado da atriz italiana Vittoria Puccini na série italiana Violetta, baseada sobre o romance A Dama das Camélias de Alexandre Dumas.8
Em 2013 participou da novela argentina Mi amor, mi amor, e estreou no cinema em Un amor de película. Na Espanha, estreou na série Welcome to Lolita, exibida em 2014. No mesmo país, estrelou o filme Solo Chemistry. Em 2015, estreou na novela da Telemundo, filmada no México, Señora Acero.
Em 2019, foi para a Televisa fazer parte da nova produção intitulada Rubí (2020), produzida por Carlos Bardasano, onde interpreta Héctor Ferrer, o protagonista-antagônico, onde divide créditos com Camila Sodi, José Ron, Kimberly Dos Ramos e Alejandra Espinoza.

## Filmografia

### Trabalhos em televisão
- Rebelde  Way (2002/2003) como Matias
- La Niñera (2005)
- Paraíso Rock (2005) como Mike
- 1/2 Falta (2005) como Liandro
- Amas de Casa Desesperadas (2006) como Juan
- Patito Feo (2007) como Nicolás
- Atracción x4 (2008/2009) como Francisco
- Botineras (2009)
- Violetta - não é a série - (2011) como Alfredo
- Señora Acero, La Coyote (2015-2018) - Mario Casas / Gustavo Bertoul / Roberto Ruiz
- Rubí - Héctor Ferrer Garza
- Corazón guerrero (2022) - Damián Guerrero Luna / Damián Sánchez Corzo
- Juego de mentiras (2023) - Francisco Javier del Río
- Me atrevo a amarte (2025) - Alejandro Sánchez-Guerra Méndez

### Trabalhos em teatro
- La Cinicienta (2002) como Príncipe